# Lijst van aardbevingen
Dit is een lijst van grote of bijzondere aardbevingen.

## Chronologische lijst

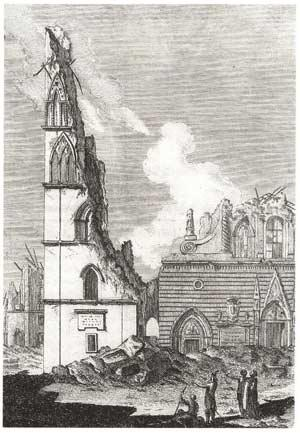
Vernielde kerk in Messina, tijdens de Aardbeving van Messina (1783)

### Voor 20e eeuw
- 224 v. Chr. – Vernietiging van de Kolossus van Rhodos door een aardbeving.
- 13 december 115 – Aardbeving bij Antiochië, in het huidige Turkije, met naar schatting 260.000 doden. Keizer Trajanus en zijn adoptiefzoon en opvolger Hadrianus bevonden zich in de stad op het moment van de aardbeving.
- 364 – Aardbeving bij Kreta en een tsunami in het oostelijke Middellandse Zeegebied.
- 518 – Aardbeving bij Skopje (destijds Scupi geheten)
- Tussen 20 en 29 mei 526 – Aardbeving bij Antiochië, in het huidige Turkije, met naar schatting 250.000 doden. De Gouden Octogoon, gebouwd in opdracht van Constantijn de Grote, geraakte zwaar beschadigd.
- 557 – Aardbeving bij Constantinopel
- 749 – Aardbeving in het Midden-Oosten
- 2/3 januari 1117 – Een reeks van 3 aardbevingen, in Beieren, Noord-Italië en Toscane, genoemd Aardbeving van Verona.
- 18 oktober 1356 – Aardbeving in Bazel, Zwitserland. De krachtigste aardbeving in Centraal-Europa.
- 23 januari 1556 – Aardbeving in Shaanxi, China. Dit is met 830.000 doden de dodelijkste aardbeving ooit.
- 17 november 1570 – Aardbeving van Ferrara (kracht 5,5) verwoest de halve stad en eist 171 doden.
- 6 april 1580 – Aardbeving in het Nauw van Calais
- 17 augustus 1668 – Aardbeving in Noord-Anatolië (kracht 7,8 tot 8,0), waarbij zo'n 8000 doden vielen.
- 18 september 1692 – Aardbeving bij Verviers. Dit is met 6,3 op de schaal van Richter (geschat) de krachtigste aardbeving in wat sinds 1830 België is.
- 26 januari 1700 – Aardbeving Cascadia 1700 bij de Pacific Northwest van Amerika van ongeveer 9 op de schaal van Richter.
- 9 april 1721 – 250.000 doden in Iran
- 1 november 1755 – Aardbeving in Lissabon, Portugal
- 1783 – Tussen 5 februari 1783 en 28 maart 1783 waren er vijf aardschokken in Sicilië en Calabrië, bekend als de aardbeving van Messina. Een junta, genaamd Cassa Sacra, deed de heropbouw in Zuid-Calabrië.
- 16 december 1811 - 7 februari 1812 – Aardbevingen van New Madrid. Een reeks van vier zware aardbevingen en bijna tweeduizend lichtere schokken met als epicentrum het huidige zuidoosten van Missouri.
- 25 november 1833 – Aardbeving bij Sumatra
- 10 oktober 1834 – Aardbeving in West-Java

### 20e eeuw

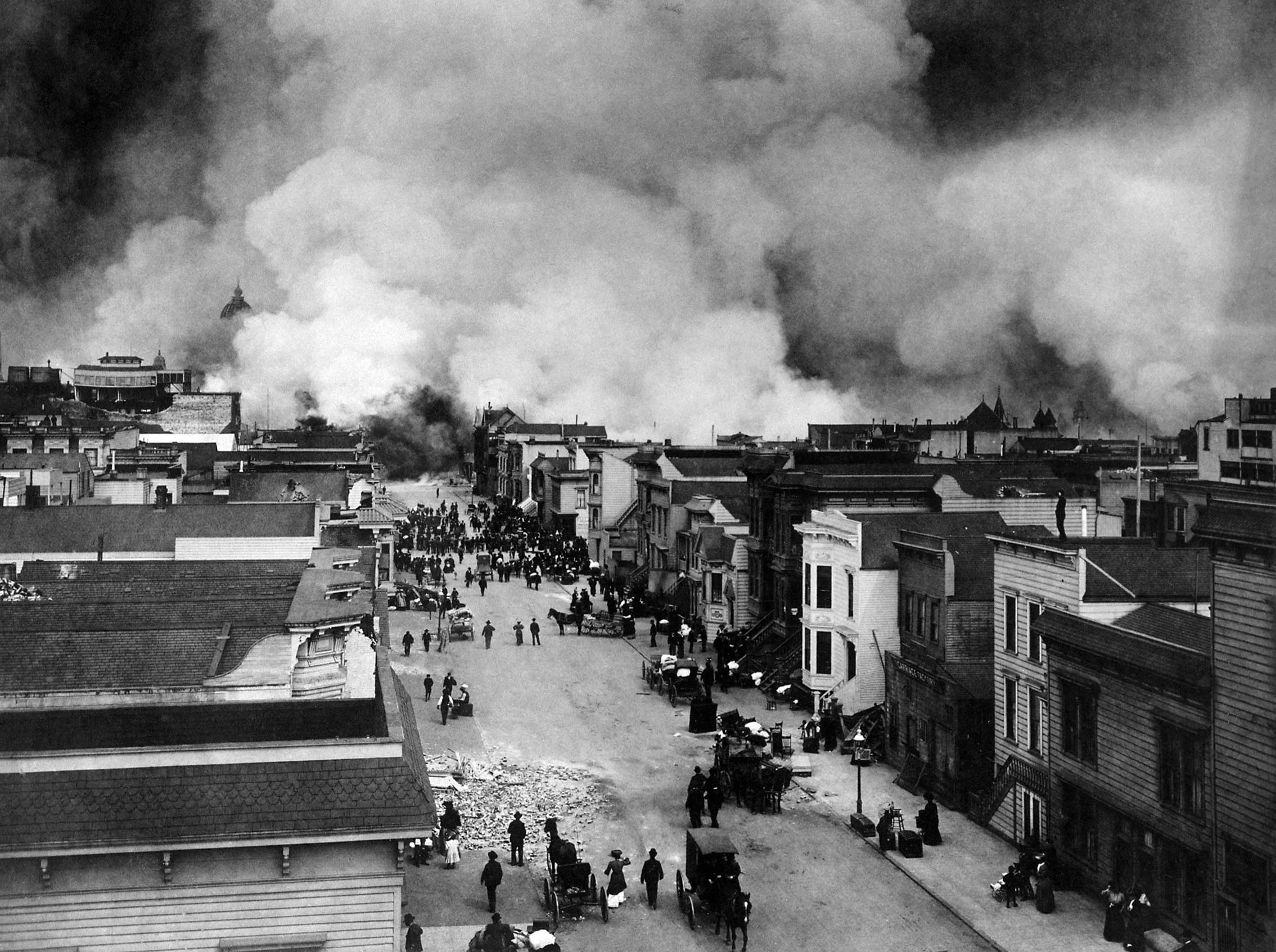
Aardbeving van San Francisco, 1906

- 18 april 1906 – Aardbeving in San Francisco, met een magnitude van 7,7 tot 8,3 op de schaal van Richter.
- 16 augustus 1906 – Aardbeving bij Valparaíso in Chili
- 28 december 1908 – Aardbeving bij de Italiaanse stad Messina – tussen de 72.000 en 110.000 doden.
- 13 januari 1915 – Aardbeving bij de Italiaanse stad Avezzano
- 21 januari 1917 – Aardbeving bij Bali, Indonesië
- 13 februari 1918 – Aardbeving in de Chinese provincie Guangdong
- 3 januari 1920 – Aardbeving bij Veracruz in Mexico
- 7 september 1920 – Aardbeving bij Reggio di Calabria in Italië
- 16 december 1920 – Aardbeving in de Chinese provincie Ningxia
- 24 maart 1923 – Provincie Sichuan (China) – 5.000 doden
- 26 mei 1923 – Iran (noordoostelijk) – 2.200 doden
- 1 september 1923 – Aardbeving in Japan
- 18 november 1929 – Aardbeving onder de Grand Banks van Newfoundland, magnitude 7,2. Werd gevolgd door een dodelijke tsunami.
- 1931 – Napier, Nieuw-Zeeland, 7,9 op de schaal van Richter.
- 20 november 1932 – Uden, Noord-Brabant; lichte schade aan huizen en gebouwen, de op de beving van Roermond in 1992 na krachtigste in Nederland, en de krachtigste tot dan toe.
- 24 januari 1939 – Aardbeving in Chili; magnitude 8,3. 28.000 slachtoffers.
- december 1939 – Aardbeving in Erzincan, Turkije: ongeveer 33.000 doden in de stad Erzincan na een aardbeving met een kracht van 7,9 op de schaal van Richter.
- 12 augustus 1953 – Aardbeving op de Ionische eilanden, Griekenland
- 22 mei 1960 – Aardbeving bij Valdivia, Chili. Dit is de krachtigste aardbeving die ooit gemeten is, met 9,5 op de momentmagnitudeschaal.
- 1960 – Agadir, Marokko – De oude stad werd geheel vernield door twee bevingen. Er vielen 15.000 doden.
- 26 juli 1963 – Aardbeving in Skopje, Noord-Macedonië (toen nog Joegoslavië)
- 27 maart 1964 – Aardbeving in Alaska, Verenigde Staten, magnitude 9,2: de op een na zwaarste seismografisch vastgelegde aardbeving ooit.
- 4 februari 1965 – Rat Islands, Alaska, magnitude 8,7.
- 26 oktober 1969 - Aardbeving onder Banja Luka, Bosnie en Herzegovina (toen nog Joegoslavië), dubbele aardbeving met achtereenvolgens een magnitude van 6,1 en een van 6,5-6,6. Er vielen 15 doden.
- 31 mei 1970 – Ancash, Peru, magnitude 7,7; 70.000 doden en 100.000 gewonden, schade 1 miljard dollar.
- 4 oktober 1974 – Lima, Peru, magnitude 8,0, 40 doden en 1.200 gewonden.
- 4 februari 1976 – Aardbeving in Guatemala, magnitude 7,5, 23.000 doden.
- 6 mei 1976 – Friuli-aardbeving (Italië), magnitude 6,5 met zware naschokken op 11 en 15 september; 989 doden.
- 27 juli 1976 – China (Tangshan), magnitude 8,0, met een geschat aantal doden van 250.000.
- 4 maart 1977 – Roemenië, magnitude 7,4.
- 10 oktober 1980 – Algerije, El Asnam, magnitude 7,7. Er vielen 3.500 doden.
- 23 november 1980 – Irpinia-aardbeving Campania (Italië), magnitude 6,9; 2.914 doden.
- 19 september 1985 – Aardbeving in de Mexicaanse staat Michoacán
- 7 december 1988 – Aardbeving in Spitak, Armenië: magnitude 6,9; minstens 25.000 doden.
- 17 oktober 1989 – Aardbeving in San Francisco; magnitude 6,9, 4.000 gewonden, 63 doden.
- 13 april 1992 – Aardbeving in Roermond. Met 5,8 de krachtigste aardbeving in Nederland.
- 17 januari 1995 – Aardbeving in Kobe, Japan
- 17 augustus 1999 – Aardbeving in İzmit, Turkije

### 21e eeuw
- 26 januari 2001 – Aardbeving in Gujarat, India, meer dan 20.000 doden.
- 21 mei 2003 – Aardbeving Thenia, 60 km ten oosten van Algiers, Algerije, kracht 6,7. 2.266 doden. Zo'n 150.000 mensen raakten dakloos.
- 26 december 2003 – Aardbeving van Bam, Iran, 43.000 doden
- 26 december 2004 – Zeebeving bij Indonesië, met als gevolg een zeer dodelijke tsunami. 230.000 doden in vele landen rond de Indische Oceaan.
- 28 maart 2005 – Aardbeving Indische Oceaan 2005, mogelijk een naschok van de grote aardbeving op 26 december 2004 met een kracht van 8,7. Deze naschok heeft ongeveer 2.000 doden veroorzaakt.
- 8 oktober 2005 – Aardbeving in Kasjmir
- 26 mei 2006 – Aardbeving in Java, 6.234 doden.
- 15 augustus 2007 – Aardbeving in Peru met een kracht van 8,0; 510 doden.
- 21 februari 2008 – Aardbeving in Reno met een kracht van 6,3 die drie seconden aanhoudt, na maandenlange activiteit. Wetenschappers staan voor een raadsel doordat hier geen breuklijn in de buurt ligt.
- 12 mei 2008 – Aardbeving in China met bijna 90.000 doden.
- 6 april 2009 – Aardbeving van L'Aquila in Italië met een kracht van 6,3; zeker 278 doden. Honderden naschokken, waaronder een naschok op 9 april met een kracht van 5,3.
- 29 september 2009 – Onderzeese aardbeving ten zuiden van Samoa met een kracht van 8,3. Het gevolg van de aardbeving was een tsunami van 7 meter hoog; zeker 141 doden. Er volgden tientallen naschokken met een kracht van 5 of hoger op de schaal van Richter. Op 2 oktober volgde nog een naschok met een kracht van 6,3.
- 30 september 2009 – Aardbeving van Padang op het Indonesische eiland Sumatra met een kracht van 7,6; zeker 777 doden. Deze aardbeving veroorzaakte kort erna vermoedelijk een tweede aardbeving met een kracht van 6,8.
- 12 januari 2010 – Aardbeving in Haïti met 230.000 doden.
- 27 februari 2010 – Aardbeving in Chili nabij de stad Concepción met een kracht van 8,8.
- 4 april 2010 – Aardbeving in Mexico nabij Tijuana met een kracht van 7,2 op de schaal van Richter. Er werden 3 doden gemeld en zo'n 300 gewonden.
- 14 april 2010 – Aardbeving in China nabij de grens met Tibet met een kracht van 7,1 op de schaal van Richter.
- 4 september 2010 – Aardbeving in Nieuw-Zeeland vlak bij Christchurch (40 kilometer ten westen van de stad) met een kracht van 7,1 op de schaal van Richter.
- 22 februari 2011 – Aardbeving in Nieuw-Zeeland 10 kilometer ten zuiden van Christchurch Stad met een kracht van 6,3 op de schaal van Richter. Het betrof een naschok van de Darfield-aardbeving op 4 september 2010. Het hypocentrum van de beving lag op slechts 5 km diepte. De beving veroorzaakte ernstige grondvervloeiing en grote schade aan de stad.
- 11 maart 2011 – Zeebeving bij Japan
- 20 mei 2011 – Aardbeving in het westen van Turkije, met een kracht van 5,9. Er zijn 3 doden gevallen, en meer dan 100 gewonden.[1]
- 23 augustus 2011 – Aardbeving Charlottesville, Virginia. Opmerkelijke aardbeving met een kracht van 5,9 op de schaal van Richter. In deze regio komen normaliter geen aardbevingen voor met deze kracht. De aardbeving zorgde er onder andere voor dat het Pentagon en het Capitool ontruimd werden. Er zijn voor zover bekend geen slachtoffers gemeld.[2]
- 8 september 2011 – Kleine aardbeving van ongeveer 5 à 6 seconden rond 21:04 uur in grote delen van Nederland. Het epicentrum lag bij het Duitse Xanten, op de breuklijn bij Goch, en had een kracht van 4,5 op de schaal van Richter.[3][4][5]
- 18 september 2011 – Een aardschok in India en Nepal, met een kracht van 6,9 op de schaal van Richter. Er vielen ongeveer 55 doden.
- 23 oktober 2011 – Een aardschok in Oost-Turkije van 7,2 op de schaal van Richter. Het dodental wordt geschat op 500 tot 1000.
- 10 november 2011 – Een aardschok in Van, Turkije van 5,6 op de schaal van Richter. Het dodental wordt geschat op 100 tot 200.
- 20 mei 2012 – Een aardschok in Noord-Italië. Het dodental wordt geschat op 6.
- 13 juni 2012 – Aardbeving in het noorden van Afghanistan, met een kracht van 5,7 op de schaal van Richter. Het dodental wordt geschat op 71.
- 7 november 2012 – Aardbeving in het zuidoosten van Guatemala, met een kracht van 7,4 op de schaal van Richter. Er vallen 52 doden.
- 20 april 2013 – Aardbeving in het zuiden van China, met een kracht van 7,0 op de schaal van Richter. Er vallen 193 doden.
- 1 april 2014 – Aardbeving in het noorden van Chili voor de kust van Iquique, met een kracht van 8,2 op de schaal van Richter.
- 25 april en 12 mei 2015 – Aardbevingen in Nepal met respectievelijk een kracht van 7,9 en een kracht van 7,4 op de schaal van Richter. Meer dan 7500 doden.
- 26 oktober 2015 – Aardbeving in het grensgebied tussen Afghanistan en Pakistan, met een kracht van tussen de 7,5 en 7,7.[6] Tot nu toe zijn er 275 doden gevallen.[7]
- 6 februari 2016 – Aardbeving in Taiwan, met een kracht van 6,4 op de schaal van Richter. Het dodental wordt geschat op 108.[8]
- 14 april 2016 – Voorschok in Kumamoto, Japan met een kracht van 6,2 op de schaal van Richter.
- 15 april 2016 – Aardbeving in Kumamoto, Japan met een kracht van 7,0 op de schaal van Richter.
- 24 augustus 2016 – Aardbeving in het midden van Italië met een kracht van 6,2 op de schaal van Richter. Minimaal 241 doden, delen van Amatrice verwoest. Het dorp Pescara del Tronto werd door deze schok vrijwel helemaal met de grond gelijk gemaakt.[9]
- 26 oktober 2016 – Aardbevingen in het midden van Italië
- 30 oktober 2016 – Aardbeving Midden-Italië
- 12-13 november 2016 – Aardbeving met een kracht van 7,8 op de schaal van Richter met tsunamiwaarschuwing in Nieuw-Zeeland.[10] Er vallen 2 doden.[11]
- 21 november 2016 – Aardbeving voor de kust van Fukushima (Japan) met een kracht van 7,3 op de schaal van Richter met tsunami-waarschuwing.[12]
- 17 december 2016 – Aardbeving in de Pacifische Ring van Vuur vlak bij Papoea-Nieuw-Guinea met een kracht van 7,9 op de schaal van Richter met een tsunami-waarschuwing.
- 25 december 2016 – Aardbeving voor de kust van Chili met een kracht 7,7 op de schaal van Richter met een tsunami-waarschuwing.
- 21 juli 2017 – Aardbeving voor de kust van Bodrum en Kos met een kracht van 6,6 op de schaal van Richter met een kleine tsunami van 0,7 meter.
- 7 september 2017 – Aardbeving voor de Mexicaanse zuidwestkust met een kracht van 8,2. Ten minste 65 doden. Het was de krachtigste beving die Mexico trof in meer dan 80 jaar.[13]
- 19 september 2017 – Aardbeving in Mexico met een kracht van 7,1, met ten minste 119 doden.[14]
- 23 januari 2018 – Zeebeving 250 km ten zuiden van Chiniak in de staat Alaska met een kracht 7,9, tsunami-waarschuwing afgegeven voor Alaska, Canada, de Amerikaanse westkust en Hawaii.[15]
- 5 augustus 2018 – Aardbeving Lombok met een kracht van 6,9, tsunami-waarschuwing afgegeven, 550 doden, 400.000 mensen dakloos, zwaarste aardbeving ooit gemeten op Lombok.[16][17]
- 26 mei 2019 – Aardbeving Peru met een kracht van 8,0, zwaarste aardbeving van 2019.[18]
- 24 januari 2020 – Aardbeving Elazığ, Turkije met kracht van 6,8.[19]
- 22 maart 2020 – Aardbeving met kracht van 5,3 in Kroatië, met epicentrum onder Zagreb.[20]
- 30 oktober 2020 – Aardbeving Egeïsche Zee 2020 met een kracht van 7,0.
- 29 december 2020 – Aardbeving Petrinja 2020 met een kracht van 6,4 in Kroatië, nabij de stad Petrinja ten zuidoosten van Zagreb.
- 14 augustus 2021 – Aardbeving Haïti met een kracht van 7,2. Volgens tellingen 2.248 doden en 12.763 gewonden.
- 27 september 2021 – Aardbeving Kreta, Griekenland met een kracht van 6,0. Volgens tellingen 1 dode en 9 gewonden.
- 11 september 2022 – Aardbeving Papoea-Nieuw-Guinea met een kracht van 7,6.
- 6 februari 2023 – Aardbeving Zuidoost-Turkije met een kracht van 7,8. Vele doden en gewonden in Turkije en Syrië.
- 20 februari 2023 – Aardbeving in grensgebied Turkije en Syrië met een kracht van 6,4.[21]
- 16 juni 2023 – Een groot deel van het westen van Frankrijk werd getroffen door een aardbeving met een kracht van 5,3. Het epicentrum lag ongeveer 30 kilometer ten oosten van La Rochelle.[22]
- 8 september 2023 – Een gebied bij Marrakech werd om 23:11 lokale tijd getroffen door een aardbeving met een kracht van 6,8 op de momentmagnitudeschaal en VIII op de schaal van Mercalli. Volgens tellingen zijn er 2012 doden en ten minste 2000 gewonden, waarvan minimaal 1400 zwaargewond gevallen.[23] Het epicentrum lag zo'n 72 kilometer ten zuiden van Marrakesh op een diepte van 18,5 kilometer.[23]
- 18 december 2023 – Aardbeving Jishishan in de provincie Gansu in het noordwesten van China met een kracht van 6,2 op de schaal van Richter. Volgens lokale overheidsinstanties kwamen minstens 131 mensen om en werden bijna 90.000 mensen dakloos. Het epicentrum lag in Jishishan County, op zo'n 100 kilometer van Lanzhou, de hoofdstad van Gansu.[24]
- 1 januari 2024 – Aardbeving Ishikawa, 7,6 bij Japan
- 22 januari 2024 – met een kracht van 7,0 Xinjiang in China
- 2 april 2024 – Aardbeving Hualien 2024 met een kracht van 7,4, in Taiwan
- 28 juni 2024 – met een kracht van 7,2 in regio Arequipa in Peru
- 11 juli 2024 – met een kracht van 7,1 in Soccsksargen op de Filipijnen
- 19 juli 2024 – met een kracht van 7,4 in regio Antofagasta in Chili
- 8 augustus 2024 – met een kracht van 7,1 bij Miyazaki in Japan
- 17 augustus 2024 – met een kracht van 7,0 bij Kraj Kamtsjatka, Rusland
- 5 december 2024 – met een kracht van 7,0 in Californië (USA)
- 17 december 2024 – Aardbeving Port Vila met een kracht van 7,3 bij eilandengroep Vanuatu
- 7 januari 2025 – met een kracht van 7,1 in Xizang, China
- 28 maart 2025 – met een kracht van 7,7 in Myanmar
- 22 mei 2025 – met een kracht van 6,1 voor de kust van Kreta
- 30 juli 2025 – met een kracht van 8,8 voor de kust van Kamtsjatka in Rusland

## De krachtigste aardbevingen

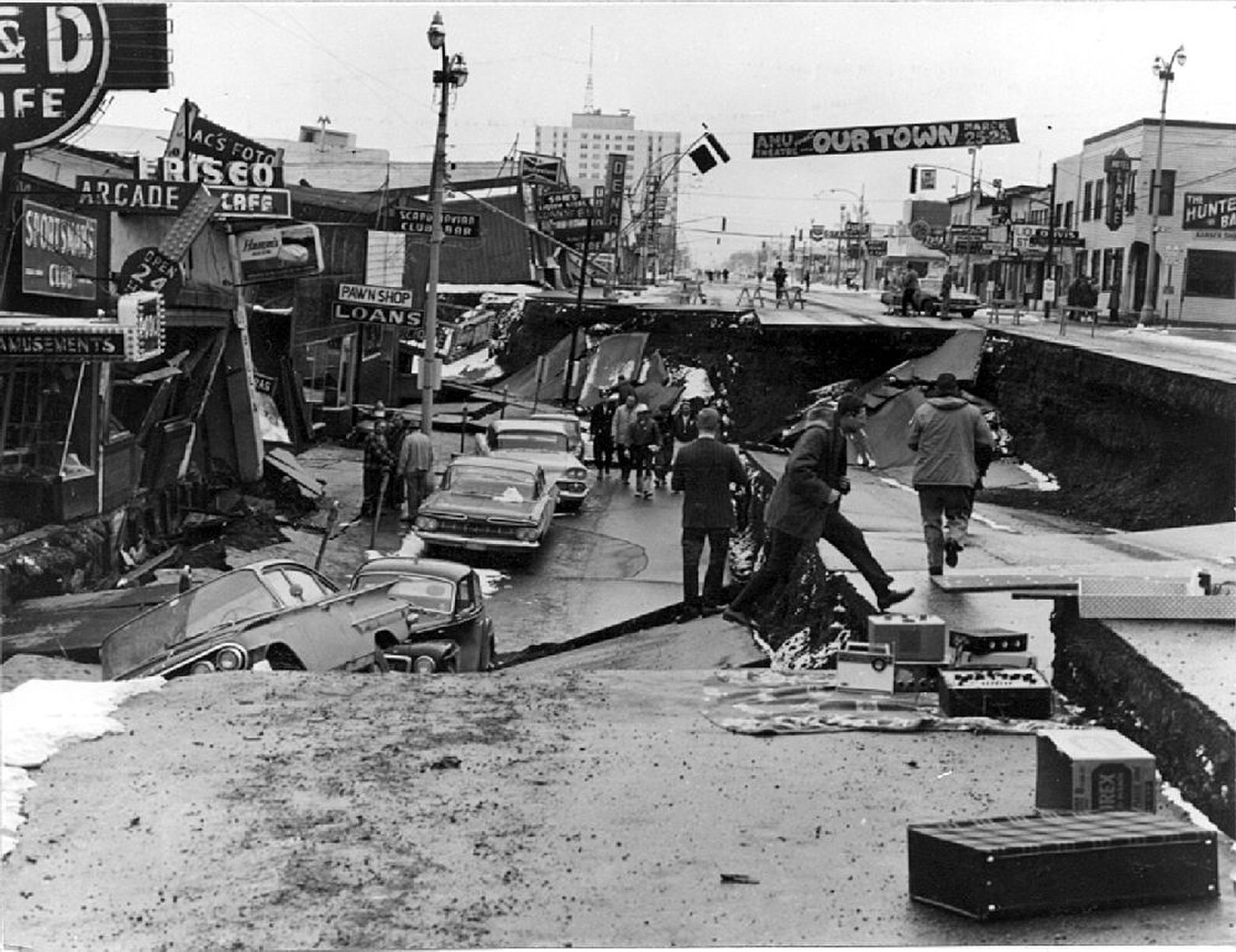
Aardbeving in Alaska, 1964

De tien zwaarste aardbevingen sinds 1900 zijn:
| Land/plaats                            | Gebeurtenis                    | Datum      | Magnitude | Breedte | Lengte  |
| -------------------------------------- | ------------------------------ | ---------- | --------- | ------- | ------- |
| Valdivia, Chili                        | Grote Chileense Aardbeving     | 22-05-1960 | 9,6       | 38.2 Z  | 72.6 W  |
| Atjeh, Indonesië                       | Zeebeving Indische Oceaan 2004 | 26-12-2004 | 9,3       | 3.3 N   | 95.8 O  |
| Prince William Sound, Verenigde Staten | Aardbeving Alaska 1964         | 28-03-1964 | 9,2       | 61.1 N  | 147.5 W |
| Sendai, Japan                          | Zeebeving Japan 2011           | 11-03-2011 | 9,1       | 38.0 N  | 142.9 O |
| Kamtsjatka, Rusland/ Sovjet-Unie       | Zeebeving Kamtsjatka 1952      | 04-11-1952 | 9,0       | 52.7 N  | 159.5 O |
| Kamtsjatka, Rusland                    | Zeebeving Kamtsjatka 2025      | 30-07-2025 | 8,8       | 50,5 N  | 160,3 O |
| Cobquecura, Chili                      | Aardbeving Chili februari 2010 | 27-02-2010 | 8,8       | 35.38 Z | 72.72 W |
| Esmeraldas, Ecuador                    | Aardbeving Ecuador 1906        | 31-01-1906 | 8,8       | 1.0 N   | 81.5 W  |
| Aleoeten, Verenigde Staten             | Aardbeving Alaska 1965         | 04-02-1965 | 8,7       | 51.2 N  | 178.7 O |
| Arunachal Pradesh, India               | Aardbeving India 1950          | 15-08-1950 | 8,6       | 28.3 N  | 96.4 O  |
| Atjeh, Indonesië                       | Zeebeving Indische Oceaan 2012 | 11-04-2012 | 8,6       | 3,3 N   | 95,8 O  |

#### Het gemiddeld aantal bevingen per jaar met de bijbehorende magnitude
- 3000 met magnitude 5
- 100 met magnitude 6
- 20 met magnitude 7
- 2 met magnitude 8
- <1 met magnitude 9

#### 5 krachtigste aardbevingen sinds 2000
- 26 december 2004: Zuidoost-Azië – 9,3
- 11 maart 2011: Japan – 9,0
- 27 februari 2010: Chili – 8,8
- 30 juli 2025: Kamtsjatka - 8,8
- 11 april 2012: Indonesië – 8,6

1950 ·
1951 ·
1952 ·
1953 ·
1954 ·
1955 ·
1956 ·
1957 ·
1958 ·
1959 ·
1960 ·
1961 ·
1962 ·
1963 ·
1964 ·
1965 ·
1966 ·
1967 ·
1968 ·
1969 ·
1970 ·
1971 ·
1972 ·
1973 ·
1974 ·
1975 ·
1976 ·
1977 ·
1978 ·
1979 ·
1980 ·
1981 ·
1982 ·
1983 ·
1984 ·
1985 ·
1986 ·
1987 ·
1988 ·
1989 ·
1990 ·
1991 ·
1992 ·
1993 ·
1994 ·
1995 ·
1996 ·
1997 ·
1998 ·
1999 ·
2000 ·
2001 ·
2002 ·
2003 ·
2004 ·
2005 ·
2006 ·
2007 ·
2008 ·
2009 ·
2010 ·
2011 ·
2012 ·
2013